# Serilophus
Serilophus är ett släkte i familjen praktbrednäbbar inom ordningen tättingar med endast två arter:
- Silverbröstad brednäbb (Serilophus lunatus)
- Gråtyglad brednäbb (Serilophus rubropygius)